# Kanton Ploudiry
Kanton Ploudiry (fr. Canton de Ploudiry) je francouzský kanton v departementu Finistère v regionu Bretaň. Skládá se ze sedmi obcí.

## Obce kantonu
- Lanneuffret
- Loc-Eguiner
- La Martyre
- Ploudiry
- La Roche-Maurice
- Tréflévénez
- Le Tréhou